# Баґна (Західнопоморське воєводство)
Баґна (пол. Bagna, нім. Pagenkopf) — село в Польщі, у гміні Машево Голеньовського повіту Західнопоморського воєводства.
Населення — 261 особа (2011).
У 1975-1998 роках село належало до Щецинського воєводства.

## Демографія
Демографічна структура станом на 31 березня 2011 року:
|          | Загалом | Допрацездатний вік | Працездатний вік | Постпрацездатний вік |
| -------- | ------- | ------------------ | ---------------- | -------------------- |
| Чоловіки | 136     | 38                 | 89               | 9                    |
| Жінки    | 125     | 25                 | 77               | 23                   |
| Разом    | 261     | 63                 | 166              | 32                   |